# Vierlingsbeek
Vierlingsbeek est un village situé dans la commune néerlandaise de Boxmeer, dans la province du Brabant-Septentrional. Le 1er janvier 2008, le village comptait 2 622 habitants.
Le 1er janvier 1998, la commune de Vierlingsbeek est rattachée à la commune de Boxmeer.